# Eric Rosjö
Eric Rosjö, född 11 oktober 1998, är en svensk längdskidåkare från Jönköping, numera boende i Falun. Han tävlar för IFK Mora sedan 2019.
Rosjö började träna skidåkning i IF Hallby SOK när han var i 11-årsåldern. Parallellt med skidåkning har Rosjö även varit aktiv som fotbollsspelare i Mariebo IK och som orienterare i Jönköpings OK. I ungdoms-SM i orientering 2013 i Perstorp vann Rosjö sitt första SM-guld. När det var dags att välja idrottsgymnasium så blev det skidgymnasiet i Mora där han började 2014.

## Meriter

### Junior
Rosjö vann sitt första junior-SM guld på 10 km i fri stil under junior-SM i Torsby 2016. Sitt andra junior-SM guld vann Rosjö på 20 km i fri stil under junior-SM i Kalix 2017.
2017 vann Rosjö Scandic-cup i H19-20 klassen.
Rosjö representerade Sverige i de Olympiska vinterspelen för ungdomar i Lillehammer 2016, junior-VM i Soldier Hollow USA 2017 och vid junior-VM i Goms Schweiz 2018.
Rosjö tilldelades Mora-Nisse stipendiet 2017.

### Senior

#### 2018/ 2019
Under Svenska mästerskapen i längdskidåkning i Sundsvall 20 blev Rosjö fyra på 15 km i klassisk stil och som sexa på 30 km i klassisk stil. Rosjö representerade Sverige i U23-VM i Lahti Finland och var uttagen som reserv till Världsmästerskapen i nordisk skidsport i Seefeld Österrike. Rosjö fick även göra sin debut i Världscupen i Cogne Italien den 17 februari.

#### 2019/ 2020
Rosjö representerade Sverige vid U23-VM i Oberwiesental Tyskland. Han placerade sig som fyra totalt i Sverigecupen VW-cup.

#### 2021/ 2021
Inför säsongen 2021 drog Rosjö på sig en stressfraktur i foten och var gipsad i nästan tre månader. Under denna period kunde Rosjö bara träna knästående i stakmaskin.
Men lagom till Svenska mästerskapen i längdskidåkning i Borås så började formen infinna sig och det resulterade i karriärens första senior SM-medalj.
Rosjö gjorde sin debut i Vasaloppet den 7 mars 2021, vilket resulterade i en 18:e plats på tiden 3.30.40.